# Ili (fiume)
L'Ili (kazako: Іле, İle; cinese: 伊犁河; pinyin: Yīlí Hé; uiguro: ئىلى دەرياسى, Ili Dəryasi; russo: Или) è un fiume lungo 1.001 km che scorre in Cina e Kazakistan (Asia centrale). Tenendo conto anche del suo ramo sorgentifero di sinistra, il Tekes (Tekes He), raggiunge una lunghezza di 1.439 km.

## Corso

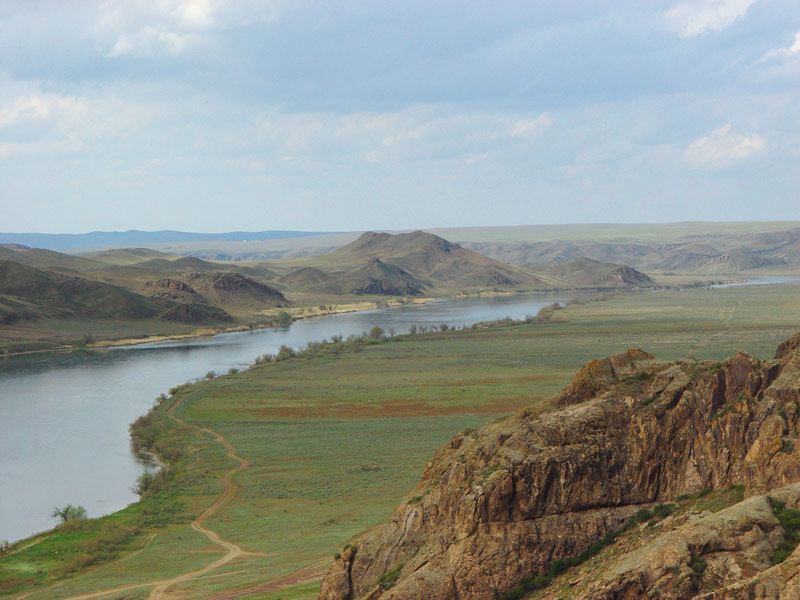

L'Ili prende origine sul versante settentrionale del Tien Shan nella Regione autonoma uigura dello Xinjiang, nel nord-ovest della Repubblica Popolare Cinese, dalla confluenza dei suoi due rami sorgentiferi, il Tekes da sinistra e il Kunges da destra. La sorgente del Kunges si trova tra le catene montuose del Narat (Khaliq tau) e dell'Irenchabirga (Ereen Chabarg), che si innalzano fino a 5500 m di altezza. Da lì, il Kunges, ricco di acque, scorre in direzione ovest attraverso una valle di alta montagna che diviene sempre più ampia, costeggiando a sud la catena dell'Ili, un altro settore del Tien Shan. Quindi, dopo un percorso di 438 km, si congiunge con il Tekes, proveniente da sud, dando origine all'Ili.
Proseguendo il suo viaggio l'Ili raccoglie le acque del Kash, proveniente da nord. Poco più avanti, raggiunge la città cinese di Yining, capitale della prefettura autonoma kazaka di Ili (in Cina). Più ad ovest, l'Ili attraversa il confine con il Kazakistan. Poco dopo la frontiera delimita alcuni tratti del confine meridionale del parco nazionale Altyn-Emel. A nord dell'ex capitale kazaka Almaty, che nel punto più vicino dista dall'Ili circa 70 km, il fiume scorre attraverso il bacino di Kapchagay (1847 km² di superficie, 28,10 km³ di volume), che lo priva di molte delle sue acque, che vengono utilizzate per l'irrigazione e la fornitura di acqua potabile.
Nonostante il prelievo, l'Ili, ancora relativamente ricco di acque, percorre la regione del Semireč'e proseguendo in direzione nord-ovest, attraverso una steppa desertica, ma poi la sua portata si riduce ulteriormente a causa della forte evaporazione; infine, si getta attraverso un ampio delta, dimora di molte specie, nell'endoreico Lago Balqaš. Le dimensioni di quest'ultimo sono fortemente diminuite rispetto al passato (e diminuiscono tuttora), a causa del crescente prelievo di acque da parte di Cina e Kazakistan.

## Lunghezza del fiume
L'Ili, come già accennato in precedenza, deriva dalla confluenza di due fiumi, il Kunges e il Tekes, lungo 438 km, e da qui fino alla sua foce nel lago Balkhash percorre un tragitto di 1001 km. Dalla sorgente del Tekes, il suo ramo sorgentifero di sinistra, alla foce, il fiume copre una distanza di 1439 km. In Kazakistan, a seconda delle fonti, l'Ili scorre per 815 o 768 km.

## Il delta dell'Ili
L'Ili si getta nella parte sud-occidentale del lago Balkhash formando un delta di circa 8000 km². Il delta dell'Ili viene attualmente preso in esame come un possibile sito per il reinsediamento della tigre, presente nella regione almeno fino al 1948 con la sottospecie del Caspio. Poiché questa sottospecie è oggi completamente estinta, si pensa all'introduzione di esemplari di tigre siberiana, strettamente imparentata con quella del Caspio. Nella zona del delta dell'Ili è presente un gran numero di cinghiali e gazzelle, così come diversi caprioli. Nell'area del deserto di Saryesik-Atyrau, ad est del delta, vive anche una popolazione più piccola di antilope saiga. Altre possibili prede della tigre, come il cervo di Bukhara e l'asino selvatico asiatico, sono invece del tutto scomparse dalla regione. Tuttavia, i conservazionisti stanno prendendo in considerazione anche il loro reinsediamento. Il paesaggio del delta è costituito da foreste rivierasche, che sono formate principalmente da eleagni, salici e pioppi, nonché da aree ricoperte da erbe alte e canneti, intervallate da dune, steppe e aree cespugliose. Le regioni intorno al delta sono semidesertiche. Il delta è scarsamente popolato e i pochi abitanti si dedicano principalmente all'allevamento e alla pesca.
Un'area di 9766 km² nella zona del delta è stata dichiarata zona Ramsar. Ospita 427 specie di piante e 345 di animali, tra cui importanti popolazioni di specie rare come il pellicano riccio, la gazzella gozzuta, la puzzola marmorizzata, il gobbo rugginoso, l'oca collorosso e lo storione tozzo. Il governo kazako progetta di istituire un parco nazionale aggregando le tre riserve già esistenti nel delta, quelle di Balkash, Karoy e Kukan.